# Candy-O
Candy-O es el segundo álbum de estudio de la banda de rock estadounidense The Cars. Fue lanzado en 1979 por Elektra Records. Contiene las canciones "Let's Go" y "It's All I Can Do", las cuales ayudaron al disco a superar ampliamente las ventas de su antecesor, The Cars, de 1978. La carátula fue obra del artista peruano Alberto Vargas.

## Lista de canciones
1. «Let's Go» (3:33)
2. «Since I Held You» (3:16)
3. «It's All I Can Do» (3:44)
4. «Double Life» (4:14)
5. «Shoo Be Doo» (1:36)
6. «Candy-O» (2:36)
7. «Night Spots» (3:15)
8. «You Can't Hold On Too Long» (2:46)
9. «Lust for Kicks» (3:52)
10. «Got a Lot on My Head» (2:59)
11. «Dangerous Type» (4:28)

## Personal
- Ric Ocasek – voz, guitarra
- Elliot Easton – guitarra solista
- Greg Hawkes – teclados
- Benjamin Orr – bajo, voz
- David Robinson – batería